# باربارا ناوراتوویچ
باربارا ناوراتوویچ (لهستانی: Barbara Nawratowicz) (زادهٔ ۱۹ نوامبر ۱۹۳۲ – درگذشتهٔ ۱۰ مهٔ ۲۰۲۴) بازیگر و مجری رادیویی اهل لهستان بود.
وی یکی از نخستین ستارگان پیونیتسا پد بارانامی بود و برای سال‌های مدید، مجری و گویندهٔ بخش لهستانی رادیو اروپای آزاد/رادیو آزادی بود.